# Verwaltungspolizei
Verwaltungspolizei, förvaltningspolisen i Nazityskland, bestod av polisjurister och polisförvaltningstjänstemän. Till polisförvaltningstjänstemännen hörde också vaktkonstaplarna vid polishäktena.

## Statliga polisförvaltningar
Polismyndighetschefer vid de statliga polisförvaltningarna var polisjurister tillhörande Verwaltungspolizei.

### Polismyndighetschefer
| Stad            | Statlig polisförvaltning | Polismyndighetschef |
| --------------- | ------------------------ | --- |
| Liten stad      | Polizeiamt               | Det lokala lantrådet (kretslandshövdingen) var polismyndighetschef. Hade dock en under myndighetschefen ställd polischef, som var en polisförvaltningstjänsteman med grad som Polizeirat eller Polizeioberinspektor (se nedan).  |
| Liten stad      | Polizeiamt               | Saknade egen myndighetschef; var underställd myndighetschefen vid en närliggande polisförvaltning. Hade dock en under myndighetschefen ställd polischef, som var en polisförvaltningstjänsteman med Polizeirats grad (se nedan). |
| Mellanstor stad | Polizeidirektion         | Polizeidirektor |
| Stor stad       | Polizeipräsidium         | Polizeipräsident |

Källa:

### Uppdrag
I de statliga polisförvaltningarna handlade Verwaltungspolizei ärenden rörande:
- Polisförvaltningens egen ekonomiadministration.
- Pass, utlänningar, medborgarskap, folkbokföring, rullföring av värnpliktiga och Nürnberglagarna.
- Lokala trafikregler, körkort, körskolor, trafiktillstånd, brandskydd och sjötrafik.
- Priskontroll, teatrar och biografer, handelsresande, söndagsvila, hantverk, hotell och restauranger samt reklam.
- Ordningsstraff, exekutiva förfaranden, folkräkningar, polishandräckning vid socialhjälps- och barnavårdsärenden, hälsovårdsinspektion, livsmedelskontroll, läkare, veterinärer, begravningar, livsmedelshandel, epizootier, köttbesiktning samt vapen och jakt.

## Grader och löner
| Lönegrad | Årslön Reichsmark *Not 1 | Einfache Polizeiverwaltungsdienst (lägre tjänstemän)                       | Mittlere Dienst (mellantjänstemän)                                                               | Gehobene Dienst (högre mellantjänstemän)                                    | Höhere Dienst (högre tjänstemän)                                                                                 | Tjänsteställning            |
| -------- | ------------------------ | -------------------------------------------------------------------------- | ------------------------------------------------------------------------------------------------ | --------------------------------------------------------------------------- | --- | --------------------------- |
| A10b     | 1700-2400                | Amtsgehilfe Botenmeister Hausmeister                                       | -                                                                                                | -                                                                           | - | Wachtmeister                |
| A10a     | 1759-2550                | Betriebsassistent Oberbotenmeister                                         | -                                                                                                | -                                                                           | - | Revieroberwachtmeister      |
| A9       | 1800-2700                | Polizeigefängnisoberwachtmeister Vollziehungsbeamter                       | -                                                                                                | -                                                                           | - | Revieroberwachtmeister      |
| A9       | 1800-2700                | Polizeigefängnishauptwachtmeister Erste Polizeigefängnis-hauptwachtmeister | -                                                                                                | -                                                                           | - | Hauptwachtmeister           |
| A8a      | 2100-2800                | -                                                                          | Polizeiassistent Kanzleiassistent Regierungsassistent Verwaltungsassistent technischer Assistent | -                                                                           | - | Hauptwachtmeister           |
| A7a      | 2350-3500                | Polizeigefängnisverwalter                                                  | Polizeisekretär Kanzleisekretär Regierungssekretär technischer Sekretär                          | -                                                                           | - | Meister                     |
| A5b      | 2300-4200                | Polizeigefängnisoberverwalter                                              | Polizeiobersekretär Kanzleiobersekretär Regierungsobersekretär techn. Obersekretär Waffenmeister | -                                                                           | - | Obermeister /Revierleutnant |
| A4c2     | 2800-5000                | -                                                                          | -                                                                                                | Polizeiinspektor Waffeninspektor Waffenrevisor                              | - | Oberleutnant                |
| A4c1     | 2 800-5300               | -                                                                          | -                                                                                                | Polizeinspektor Polizeirentmeister                                          | - | Oberleutnant                |
| A4b2     | 3000-5500                | -                                                                          | -                                                                                                | Polizeioberinspektor Polizeirechnungsrevisor                                | - | Hauptmann                   |
| A4b1     | 4100-5800                | -                                                                          | -                                                                                                | Polizeioberinspektor Polizeioberrentmeister Waffenoberrevisor Oberbuchalter | - | Hauptmann                   |
| A3b      | 4800-7 000               | -                                                                          | -                                                                                                | Polizeirat Polizeiamtmann (< 3 år i graden)                                 | - | Hauptmann                   |
| A3b      | 4800-7000                | -                                                                          | -                                                                                                | Polizeirat Polizeiamtmann (3 år i graden)                                   | - | Major                       |
| A2d      | 4800-7800                | -                                                                          | -                                                                                                | Amtsrat Polizeioberamtmann                                                  | - | Major                       |
| A2c2     | 4800-8400                | -                                                                          | -                                                                                                | -                                                                           | Regierungsassessor                                                                                               | Hauptmann                   |
| A2c2     | 4800-8400                | -                                                                          | -                                                                                                | -                                                                           | Regierungsrat (< 3 år i graden)                                                                                  | Hauptmann                   |
| A2c2     | 4800-8400                | -                                                                          | -                                                                                                | Regierungs- und Kassenrat                                                   | Regierungsrat (3 år i graden)                                                                                    | Major                       |
| A2b      | 7 000-9700               | -                                                                          | -                                                                                                | -                                                                           | Polizeidirektor Oberregierungsrat Oberstleutnant der Polizei                                                     | Oberstleutnant              |
| A1b      | 6200-10600               | -                                                                          | -                                                                                                | -                                                                           | Polizeipräsident (städer med mer än 100 000 inv) Regierungsdirektor                                              | Oberst                      |
| A1a      | 8400-12600               | -                                                                          | -                                                                                                | -                                                                           | Polizeipräsident (städer med mer än 200 000 inv) Polizeivizepräsident (Berlin) Ministerialrat Oberst der Polizei | Oberst                      |
| B8       | 14000                    |                                                                            | -                                                                                                | -                                                                           | Polizeipräsident (övriga städer med mer än 500 000 inv)                                                          | Generalmajor der Polizei    |
| B7b      | 15000                    | -                                                                          | -                                                                                                | -                                                                           | Polizeipräsident (Hamburg)                                                                                       | Generalmajor der Polizei    |
| B7a      | 16000                    | -                                                                          | -                                                                                                | -                                                                           | Polizeipräsident (Wien) Ministerialdirigent                                                                      | Generalmajor der Polizei    |
| B6       | 17000                    | -                                                                          | -                                                                                                | -                                                                           | Polizeipräsident (Berlin)                                                                                        | Generalleutnant der Polizei |
| B4       | 19000                    | -                                                                          | -                                                                                                | -                                                                           | Ministerialdirektor                                                                                              | Generalleutnant der Polizei |

- Not 1 = (grundlön utan tillägg)

Källa: 
Medellönen för en industriarbetare var 1939 1459 RM per år.
Medellönen för en privatanställd tjänsteman var 1939 2772 RM per år.